# Juncus
Juncus L. è un genere di piante della famiglia delle Giuncacee.

## Distribuzione e habitat
Il genere ha una distribuzione cosmopolita essendo diffuso nelle zone umide di ogni parte del mondo.

## Tassonomia
Il genere comprende oltre 300 specie tra cui:
- Juncus acutus L.
- Juncus articulatus L.
- Juncus conglomeratus L.
- Juncus effusus L.
- Juncus maritimus Lam.